# Midiulki
Midiulki (ros. Мидюльки) – wieś (ros. деревня, trb. dieriewnia) w zachodniej Rosji, w osiedlu wiejskim Titowszczinskoje rejonu diemidowskiego w obwodzie smoleńskim.

## Geografia
Miejscowość położona jest nad Borożanką, przy drogach regionalnych 66N-0530 (66K-11 – uroczysko Nowyje Midiulki – Ugory) i 66K-11 (R120 / Olsza – Diemidow – Wieliż – granica z obwodem pskowskim), 23 km od centrum administracyjnego osiedla wiejskiego (Titowszczina), 21,5 km od centrum administracyjnego rejonu (Diemidow), 85 km od stolicy obwodu (Smoleńsk), 26 km od granicy z Białorusią.
W granicach miejscowości znajduje się ulica Pridorożnaja (4 posesje).

## Demografia
W 2010 r. miejscowość zamieszkiwały 3 osoby.

## Historia
W czasie II wojny światowej od lipca 1941 roku wieś była okupowana przez hitlerowców. Wyzwolenie nastąpiło we wrześniu 1943 roku.
Na mocy uchwały z dnia 28 maja 2015 roku wszystkie miejscowości (w tym Midiulki) zlikwidowanej jednostki administracyjnej Zakrutskoje weszły w skład osiedla wiejskiego Titowszczinskoje.